# エミリオ・ロドリゲス
エミリオ・ロドリゲス（Emilio Rodríguez、1923年11月28日 - 1984年2月21日）は、スペイン、プエンテアレアス出身の元自転車競技（ロードレース）選手。

## 来歴
1950年のブエルタ・ア・エスパーニャ総合優勝者。4人兄弟の三男であり、4人ともロードレース選手であった。長男のデリオは1945年のブエルタ・ア・エスパーニャで総合優勝。四男のマノロは、当人が総合優勝した1950年のブエルタで総合2位に入った。
1946年
- ブエルタ・ア・ガリシア 総合優勝
- ブエルタ・ア・エスパーニャ
  - 山岳賞
  - 総合8位

1947年
- ブエルタ・ア・ガリシア 総合優勝
- カタルーニャ一周 総合優勝
- ブエルタ・ア・アストゥリアス 総合優勝
- ブエルタ・ア・エスパーニャ
  - 山岳賞
  - 区間1勝（第2）
  - 総合4位

1948年
- カタルーニャ一周 総合優勝
- ブエルタ・ア・ラバンテ 総合優勝
- ブエルタ・ア・エスパーニャ 総合2位

1950年
- ブエルタ・ア・エスパーニャ
  - 総合優勝
  - 山岳賞
  - 区間5勝（第3、4b、6、7、22）
- スペインヒルクライム選手権 優勝

1954年
- スペイン選手権・個人ロードレース 優勝

1955年
- ブエルタ・ア・ガリシア 総合優勝